# Plus il est con, plus il s'en donne l'air
Pour plus de détails, voir Fiche technique et Distribution.
Plus il est con, plus il s'en donne l'air (titre original en italien : Fantozzi contro tutti) est une comédie italienne réalisée par Neri Parenti et Paolo Villaggio et sortie en 1980.

## Synopsis
Dans la logique de la série, le film est composé d'une série d'épisodes où Fantozzi subit des malheurs successifs :
1. la sortie du travail, où pour aller plus vite, il faut sauter par la fenêtre, mais sans rattrapage pour Fantozzi ;
2. les vacances à la neige, décalées par l'agence au mois de mai, et où, au lieu de sport, Fantozzi s'enferme dans une clinique diététique aux mœurs dictatoriales ;
3. son épouse vit une aventure avec Cecco, un rustre vulgaire, que Fantozzi fait parler et qui révèle ainsi ses vraies intentions ;
4. le directeur mort est remplacé par le vicomte Cobram qui demande à ses employés de concourir à vélo pour la première coupe Cobram ;
5. le directeur Piermatteo Barambani invite Fantozzi et Filini à une croisière (pour qu'ils lui servent de domestiques) ;
6. Fantozzi désire écrire dans le ciel que le président de Méga, Arcangelo, est un c.., mais c'est son propre nom qui apparaît finalement.

## Fiche technique
- Réalisateurs : Neri Parenti et Paolo Villaggio
- Scénario : Paolo Villaggio (roman homonyme Fantozzi contro tutti)
  - Adaptation : Leonardo Benvenuti, Piero De Bernardi, Paolo Villaggio, Neri Parenti
- Durée : 93 min
- Couleur
- Ratio : 1,85:1
- Genre : comédie
- Production : Maura International Films
  - Producteur : Bruno Altissimi et Claudio Saraceni
- Photographie : Claudio Cirillo
- Montage : Sergio Montanari
- Musique : Fred Bongusto, Josè Mascolo

## Distribution
- Paolo Villaggio : Ugo Fantozzi
- Milena Vukotic : Pina Fantozzi
- Gigi Reder : Filini
- Plinio Fernando (voix : Fabrizio Mazzotta) : Mariangela Fantozzi
- Giuseppe Anatrelli : géomètre Calboni
- Silvano Spadaccino : professeur Birkermaier
- Diego Abatantuono : Cecco, neveu d'Antonello
- Ennio Antonelli : Antonello
- Camillo Milli : directeur Piermatteo Barambani
- Paul Müller (voix : Max Turilli) : Vicomte Cobram
- Angelo Pellegrino : géomètre Vannini
- Guerrino Crivello : Colsi
- Pietro Zardini : Fonelli
- Paolo Baroni : prêtre
- Renzo Rinaldi (voix : Paolo Villaggio) : guide d'Ortisei
- Lars Bloch : président Arcangelo
- Raffaele Di Mario : docteur Bumbam
- Nicola Morelli : docteur Calabar

## Remarques
- C'est le troisième chapitre de la saga du comptable Ugo Fantozzi, personnage créé et joué par Paolo Villaggio.
- C'est la première fois que la réalisation est confiée à Neri Parenti, assisté de Villaggio ; cela se reproduira six fois. Les deux premiers, Fantozzi (1975) et Il secondo tragico Fantozzi (1976), avaient été réalisés par Luciano Salce. C'est aussi le dernier de la série à être tiré d'un roman de Villaggio ; les suivants seront directement écrits comme scénarios pour l'écran.
- Milena Vukotic remplace Liù Bosisio dans le rôle de l'épouse de Fantozzi, ce qui se continue tout au long de la suite de la saga, sauf dans Superfantozzi.
- C'est la première fois que la demoiselle Silvani, interprètée par Anna Mazzamauro, n'apparaît pas dans le scénario.
- C'est le dernier film où le géomètre Calboni est joué par Giuseppe Anatrelli.

## Source de traduction
- (it) Cet article est partiellement ou en totalité issu de l’article de Wikipédia en italien intitulé « Fantozzi contro tutti » (voir la liste des auteurs).